# Wolfgang Körber
Wolfgang Körber (* 19. Dezember 1934 in Potsdam; † 19. Juni 2020 in Solingen) war ein deutscher Architekt, Designer, Maler, Bildhauer und Hochschullehrer.

## Leben und Werk

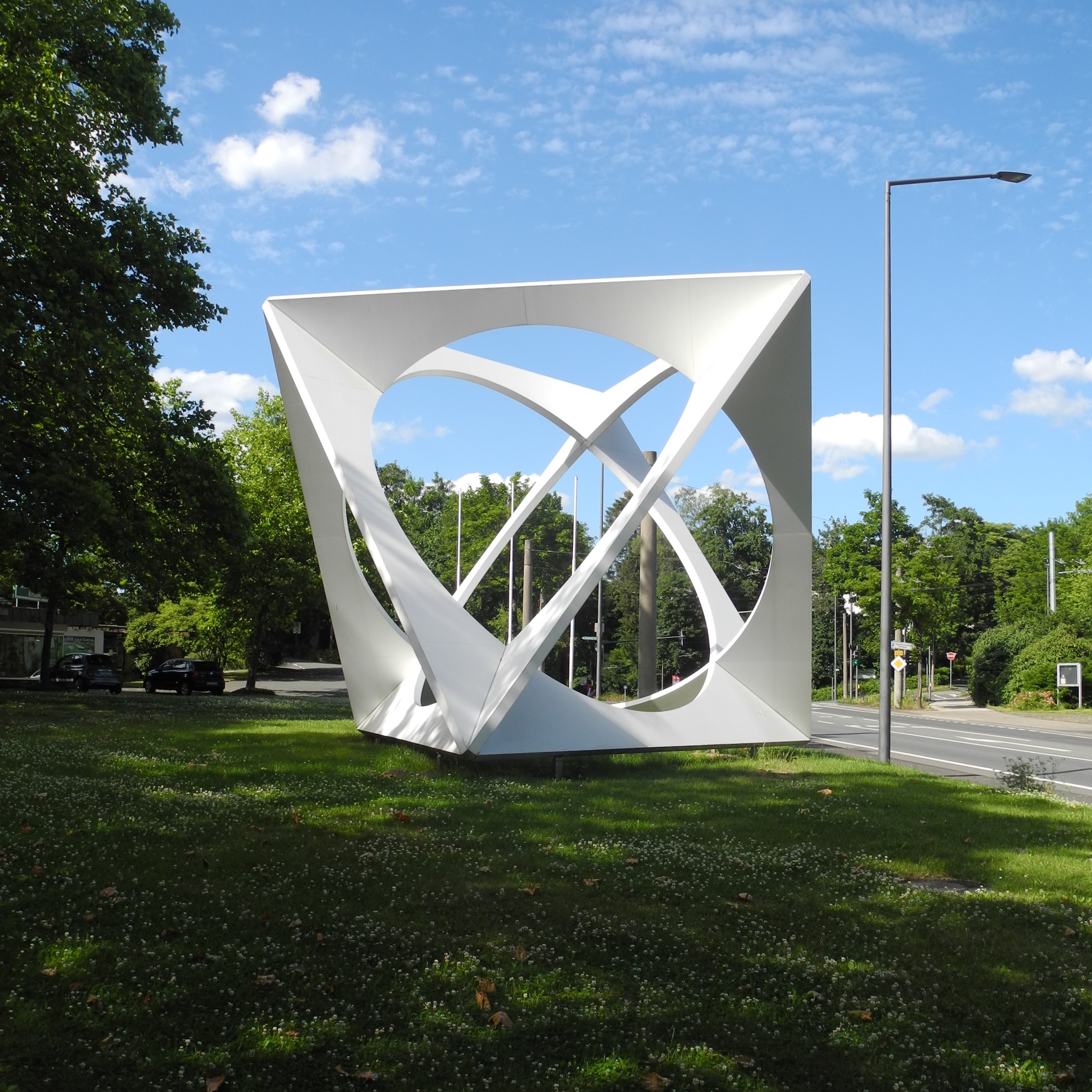
Skulptur Dat Look (2018), gegenüber Kunstmuseum Solingen

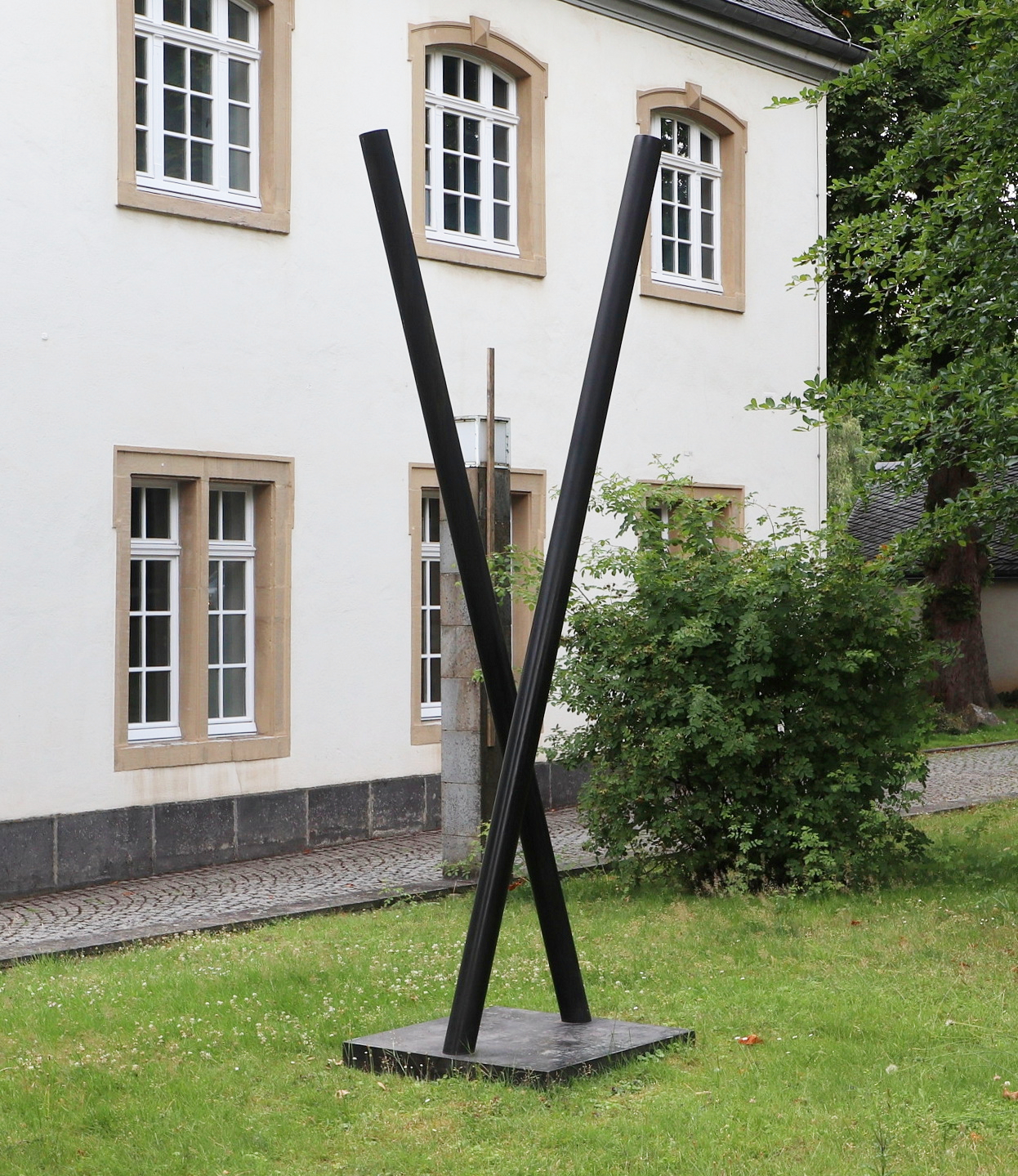
Skulptur Der Zustand der Schere vor ihrer Erfindung (2012), Deutsches Klingenmuseum Solingen

Wolfgang Körber wurde am 19. Dezember 1934 als Sohn des Architekten Erhard Körber in Potsdam geboren. Er verbrachte seine Kindheit in der Gartenstadt Wilhelmshorst, wo sein Vater sein eigenes Architekturbüro leitete.
Kriegsbedingt zog die Familie 1941 nach Solingen. Aufgrund seines Talents äußerte Wolfgang Körber schon mit 13 Jahren den Wunsch, Maler zu werden. Mit 14 Jahren verließ er das Gymnasium Schwertstraße. Auf Anraten des Vaters bewarb er sich an der Werkkunstschule Wuppertal. Er bestand die Aufnahmeprüfung und wurde, obwohl er das Mindestalter von 17 Jahren noch nicht erreicht hatte, im März 1950 zum Studium der Gebrauchsgrafik aufgenommen. Seine Ausbildung beim Leiter der Werkkunstschule Jupp Ernst und Werner Schriefers, seit 1954 dessen Nachfolger, schloss er 1955 ab.
Während seiner Studienzeit beteiligte sich Wolfgang Körber erstmals an der Bergischen Kunstausstellung. Vier weitere Teilnahmen folgten. Im Zeitraum von 1952 bis 1962 unterstützte er zugleich seinen Vater in dessen Architekturbüro, obwohl er den Beruf des Architekten für sich nicht vorgesehen hatte. Jupp Ernst berief seinen ehemaligen Schüler von 1957 bis 1959 als Gastlehrer für grafische Darstellung an die Werkkunstschule Kassel.
1961 baute Wolfgang Körber das erste Wohnhaus, weitere folgten später. Seit 1962 führte Wolfgang Körber sein eigenes Architektur- und Designbüro mit Spezialisierung auf Kommunikationsbauten. Seinen ersten Messestand realisierte er 1963 unter dem Titel 100 Jahre Henry Ford 1863-1963 für die Ford Werke AG Köln auf einer Grundfläche von 1000 m² auf der Internationalen Automobilausstellung in Frankfurt/Main. Seinen letzten Messestand verwirklichte er 1999 für das Solinger Licht-Designunternehmen LFF Licht Form Funktion auf der Euroshop '99, Düsseldorf. Der Stand wurde mit dem IF Exhibition Design Award in Gold ausgezeichnet.
1965 wurde Wolfgang Körber als Nachfolger von Werner Schriefers für die Fachvertretung Gestaltungslehre an die Werkkunstschule Wuppertal berufen, die schließlich in der Bergischen Universität Wuppertal aufging. Seit 1980 war er verantwortlich für die Fachvertretung Kommunikationsdesign, Ausstellung/ Messe und Dreidimensionale Gestaltung. Von 1979 bis 1981 war er Dekan des Fachbereichs Design, als er 1981 lebensbedrohlich erkrankte. Während seiner Abwesenheit erfolgte 1982 seine Ernennung zum Universitätsprofessor. 1985 konnte er seine Lehrtätigkeit an der Universität und die freiberufliche Tätigkeit wieder aufnehmen. Die Lehrtätigkeit führte er bis 1996 noch 11 Jahre fort. Seitdem arbeitete er trotz zunehmender gesundheitlicher Einschränkungen 24 Jahre lang bis zu seinem Lebensende am 19. Juni 2020 im Alter von 85 Jahren als freier Architekt, Maler und Bildhauer.
Wolfgang Körber war seit 1971 Mitglied der Architektenkammer Nordrhein-Westfalen. Seit 2007 war er Mitglied beim Deutschen Künstlerbund. 2015 wurde ihm die außerordentliche Mitgliedschaft im Bund Deutscher Architekten verliehen.

## Arbeiten im öffentlichen Raum
- Konkrete Wandarbeit (1956), Wandmosaik, bei Schwertstraße 15, Solingen
- Der Zustand der Schere vor ihrer Erfindung (2012)[2], Bronze, vor dem Deutschen Klingenmuseum, Klosterhof 4, Solingen
- X, Y, Z (Frühling-Sommer-Herbst) (2013), Gruppe von 3 Skulpturen, Aluminium, schwarz lackiert, im Park zwischen dem Städtischem Klinikum und dem Botanischen Garten, bei Gotenstraße, Solingen
- 18-Flächner (2013), Gruppe von 3 Skulpturen, Aluminium, schwarz lackiert, nördliche Grünfläche beim Rathaus Solingen nahe Walter-Scheel-Platz, Solingen
- Das Fenster zum Hof (2015), Aluminium, schwarz lackiert, Skulpturenpark vor dem Kunsthaus Rehau, Eugen-Gomringer-Platz 1, Rehau
- Gesprengter Würfel (2018), Aluminium, weiß lackiert, Skulpturenpark vor dem Kunsthaus Rehau, Eugen-Gomringer-Platz 1, Rehau
- Dat Look (2018), Aluminium, weiß lackiert, Solingen, Freifläche vor dem Parkfriedhof Solingen gegenüber dem Kunstmuseum Solingen, bei Wuppertaler Straße 167, Solingen
- Das Werkzeug des Architekten (2019), Architectura 2019, Aluminium, auf dem Goetheplatz in Michendorf/ Wilhelmshorst

## Zitate
- Wolfgang Körber: „sehen, betrachten, wahrnehmen, erkennen - mehr braucht es nicht“.
- Bazon Brock: „Beispielgeber für Seinesgleichen“